# Ансари, Голямреза
Голямреза Ансари (перс. غلامرضا انصاﺭی‎; род. 1956) — иранский дипломат, посол Исламской республики Иран в России в 2005—2008 годах.

## Биография
- В 1988—1992 годах — заместитель директора Первого западноевропейского департамента МИД Ирана.
- С октября 1992 по май 1999 года — временный поверенный в делах Исламской республики Иран в Великобритании.
- С мая 1999 по октябрь 2000 года — посол Исламской республики Иран в Великобритании.
- С июня 2001 по март 2004 года — генеральный директор Консульского департамента МИД Ирана.
- С марта 2004 по июнь 2005 года — генеральный директор Департамента Восточной Азии и Тихоокеанского региона МИД Ирана.
- С июня 2005 по 2 октября 2008 года — посол Исламской республики Иран в России[1].